# Gottfried Hüngsberg
Gottfried Hüngsberg (* 22. November 1944 in Tutzing; † 2. September 2022 in München) war ein deutscher Filmkomponist und Informatiker.

## Leben
Er lebte in einer Wohngemeinschaft mit Rainer Werner Fassbinder. Für diesen, später auch für Daniel Schmid schrieb er einige Filmmusiken. Seit dem 12. Juni 1974 war er mit der österreichischen Schriftstellerin und Nobelpreisträgerin Elfriede Jelinek verheiratet. Für Jelinek komponierte er die Musik zum Hörspiel Die Bienenkönige und betreute ihre Website. Hüngsberg lebte in München und war dort als Informatiker tätig.

## Filmografie
- 1969: Liebe ist kälter als der Tod (Schauspieler)
- 1969: Katzelmacher (Ton)
- 1970: Götter der Pest (Ton)
- 1973: Welt am Draht (Musik)
- 1974: La Paloma (Musik)
- 1976: Schatten der Engel (Musik)